# Amtsgericht Kemnath

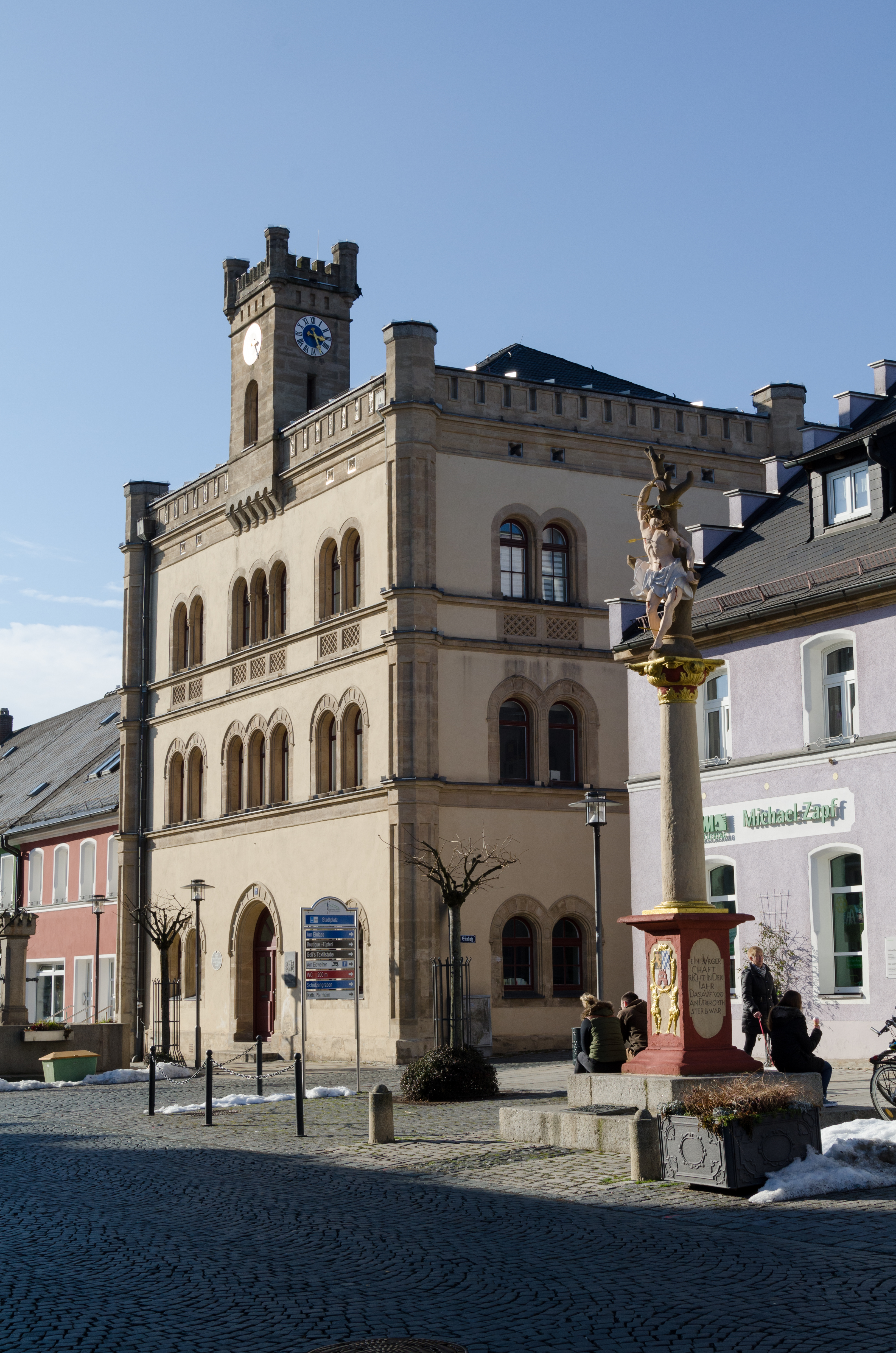
Altes Rathaus Kemnath, von 1898 bis 1973 Amtsgericht (2015)

Das Amtsgericht Kemnath war ein von 1879 bis 1973 bestehendes bayerisches Gericht der ordentlichen Gerichtsbarkeit mit Sitz in der Stadt Kemnath in Bayern.

## Geschichte
Im Jahre 1803 wurde im Verlauf der Verwaltungsneugliederung Bayerns das Landgericht Kemnath errichtet. Das Bezirksamt Kemnath wurde 1862 durch den Zusammenschluss der Landgerichte älterer Ordnung Erbendorf und Kemnath gebildet. Das Landgericht Kemnath blieb als Gerichtsbehörde bestehen und wurde mit der Einführung des Gerichtsverfassungsgesetzes 1879 in Amtsgericht Kemnath umbenannt. Nach der Auflösung des Landkreises Kemnath wurde 1973 auch das Amtsgericht in Eschenbach aufgelöst.

## Gerichtsgebäude
Im Jahre 1898 wurde das alte Rathausgebäude von Kemnath an die staatliche Justizverwaltung verkauft und als Amtsgericht genutzt. Es ist ein dreigeschossiger Massivbau mit Hausteingliederung, polygonalen Eckvorlagen, zinnenbekrönter Vorschussmauer und Uhrenturmaufsatz im Rundbogenstil. Das Gebäude wurde von Theodor Fichtl und Adam Schatz nach Entwurf von Bezirksbauinspektor Zeitler 1857/58 errichtet.